# تشيغاب (مقاطعة دهلران)
تشيغاب (بالفارسية: چیغاب) هي قرية تقع في قسم دشت عباس الريفي (مقاطعة دهلران) في إيران. يقدر عدد سكانها بـ 92 نسمة بحسب إحصاء 2016.